# PulseAudio
PulseAudio (antigo PolypAudio) é um projeto de servidor de som em rede multi-plataforma. Destina-se a ser um melhor substituto drop-in para o Enlightened Sound Daemon (ESD).
PulseAudio roda sobre Microsoft Windows e sistemas POSIX como o Linux, porém o port do Windows não é atualizado desde 2011. Liberado sob os termos da GNU Lesser General Public License  (para o software de biblioteca porção) e da GNU General Public License (para o som próprio servidor), PulseAudio é software livre.

## Características
As principais características do Pulseaudio incluem:
- Controle de volume por aplicativo[7]
- Uma arquitetura de plugins expansível com suporte para módulos carregáveis
- Compatibilidade com muitos aplicativos de áudio populares
- Suporte para múltiplas fontes de áudio e sumidouros
- Operação em baixa latência e suporte a medição de latência[8]
- Uma arquitetura de memória cópia zero para eficiência de recursos do processador
- Uma interface de linha de comando com capacidades de scripting
- Um daemon de som com capacidades de reconfiguração por linha de comando
- Capacidades integradas de conversão de amostra e de reamostragem
- Capacidade de combinar várias placas de som em uma
- Capacidade de sincronizar múltiplos fluxos de reprodução
- Capacidade de descobrir outros computadores usando o PulseAudio na rede local e reproduzir som diretamente pelos alto-falantes deles
- Capacidade de mudar o dispositivo de saída que os aplicativos devem usar para reproduzir som enquanto eles estão tocando som (as aplicações não precisam suportar isso, o PulseAudio é capaz de fazer isso sem que os aplicativos detectem que isso aconteceu)
- Capacidade de sincronizar vários fluxos de reprodução
- Suporte a dispositivos de áudio Bluetooth com capacidade de detecção dinâmica
- Capacidade de habilitar a equalização de som em todo o sistema

## Funcionamento

Fluxograma operacional do PulseAudio

PulseAudio é um daemon que faz a mixagem em software.

PulseAudio age como um servidor de som, onde um processo em plano de fundo aceitando a entrada de som de uma ou mais fontes (processos, dispositivos de captura, etc.) é criado. O processo em plano de fundo redireciona as fontes de som mencionadas para um ou mais sumidouros (placas de som, servidores PulseAudio em rede ou outros processos).
Um dos objetivos do PulseAudio é redirecionar todos os fluxos de som através dele, incluindo os de processos que tentam acessar diretamente o hardware (como aplicações legadas OSS). PulseAudio consegue isso ao providenciar adaptadores para aplicações que utilizam outros sistemas de áudio, como o aRts e ESD.
Em um cenário típico de instalação em Linux, o usuário configura o ALSA para usar um dispositivo virtual fornecido pelo PulseAudio. Assim, aplicações usando o ALSA irão emitir som para o PulseAudio, que então usa o próprio ALSA para acessar a placa de som real. PulseAudio também fornece sua própria interface nativa para aplicativos que desejam oferecer suporte ao PulseAudio diretamente, bem como uma interface legada para aplicativos ESD, tornando-a adequada para substituir o ESD.
Para aplicações OSS, PulseAudio fornece o utilitário padsp, que substitui arquivos de dispositivo como /dev/dsp, enganando os aplicativos ao fazê-los acreditar que eles têm controle exclusivo sobre a placa de som. Na realidade, a saída deles é redirecionada para a entrada do PulseAudio.